# Kusatsu-Shirane
Der Kusatsu-Shirane (jap. 草津白根山, Kusatsu Shirane-san), amtlich nur Shirane (白根山, -san), ist ein 2160 m T.P. hoher Schichtvulkan auf der japanischen Insel Honshū. Der Berg liegt 6 km westlich der Kleinstadt Kusatsu in der Präfektur Gunma im Norden der Region Kantō, 150 km nordöstlich von Tokio.
1. Shirane
2. Mizugama
3. Karegama
4. Yugama
5. Yumi-ike
6. Ai-no-mine
7. Futago-yama (双子山)
8. Nördlicher Krater des Kagami-ike
9. Gipfel des Motoshirane
10. Kagami-ike
11. Westlicher Krater des Motoshirane
12. Hauptkrater des Motoshirane
13. Kusatsu Onsen

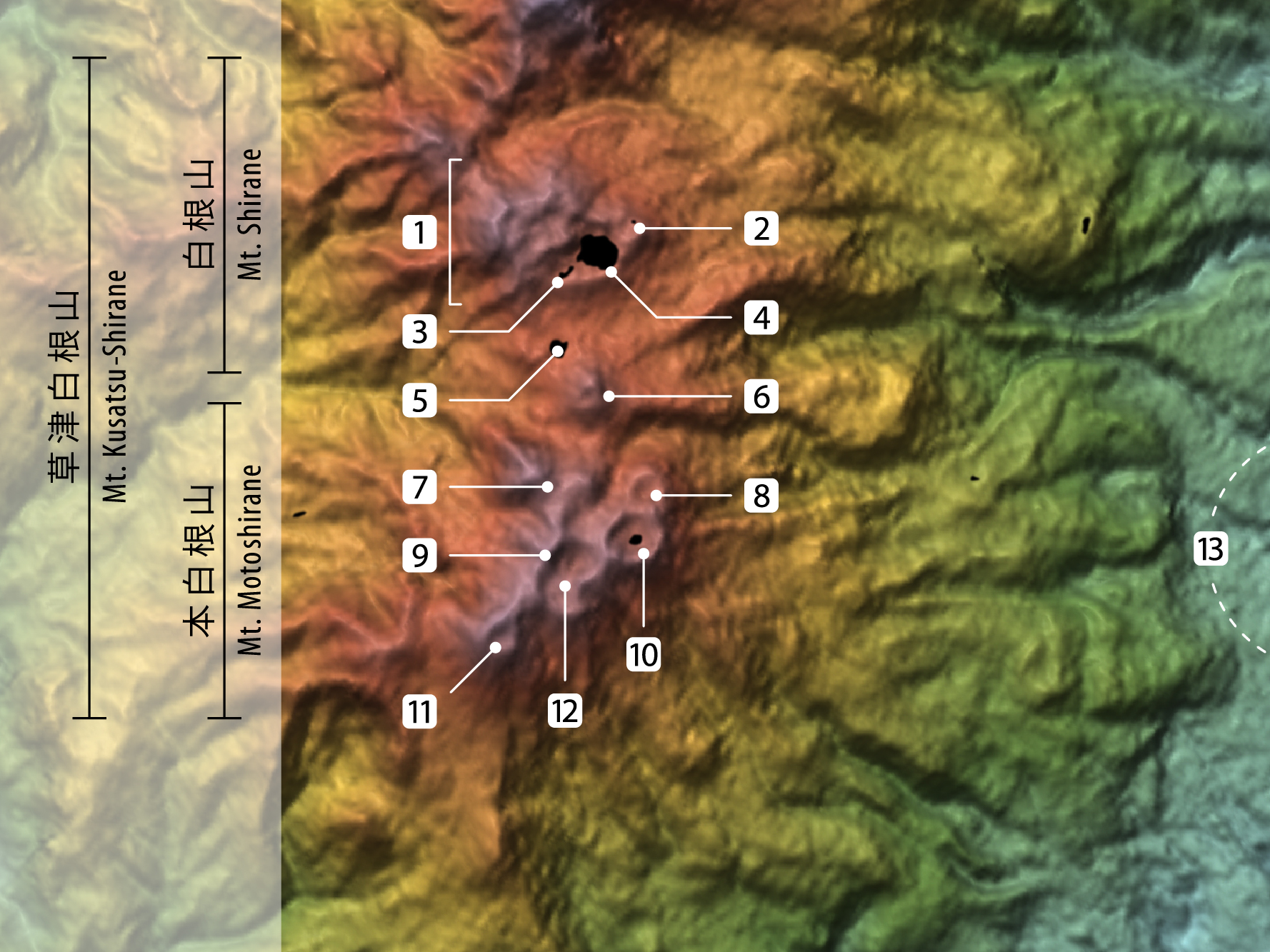
Höhenkarte des Massivs

Er ist einer der aktiveren Vulkane Japans, allein seit 1805 wurden 14 Eruptionen aufgezeichnet. Die bislang letzte kleinere Eruption ereignete sich am 23. Januar 2018. Aus historischer Zeit sind nur phreatische Explosionen rund um die Vulkankrater und jetzigen Kraterseen Yugama (湯釜 ‚Heißwasserkessel‘; 36° 38′ 35″ N, 138° 32′ 9″ O), Mizugama (水釜 ‚Wasserkessel‘; 36° 38′ 42,5″ N, 138° 32′ 20″ O), Karegama (涸釜 ‚ausgetrockneter Kessel‘; 36° 38′ 30″ N, 138° 31′ 59″ O) und Yumi-ike (弓池 ‚Bogenteich‘; 36° 38′ 12″ N, 138° 31′ 57″ O) bekannt. Weder Lava- noch Pyroklastische Ströme wurden beobachtet.
Zwei Kilometer südlich des Shirane-Hauptkegels liegt der 2171 m T.P. (36° 37′ 22,5″ N, 138° 31′ 54,2″ O) hohe Aschekegel Motoshirane (本白根山 -san, deutsch ‚ursprünglicher Shirane‘). Dessen nordwestlicher Krater ist der Kratersee Kagami-ike (鏡池 ‚Spiegelteich‘; 36° 37′ 25″ N, 138° 32′ 20″ O).
Zwischen Shirane und Motoshirane liegt wiederum der Ai-no-mine (逢ノ峰; 36° 38′ 3″ N, 138° 32′ 8″ O) mit 2110,1 m T.P.
Der Vulkan liegt in einer Sonderzone des Jōshin’etsu-Kōgen-Nationalparks in der Nähe mehrerer Ski-Gebiete.

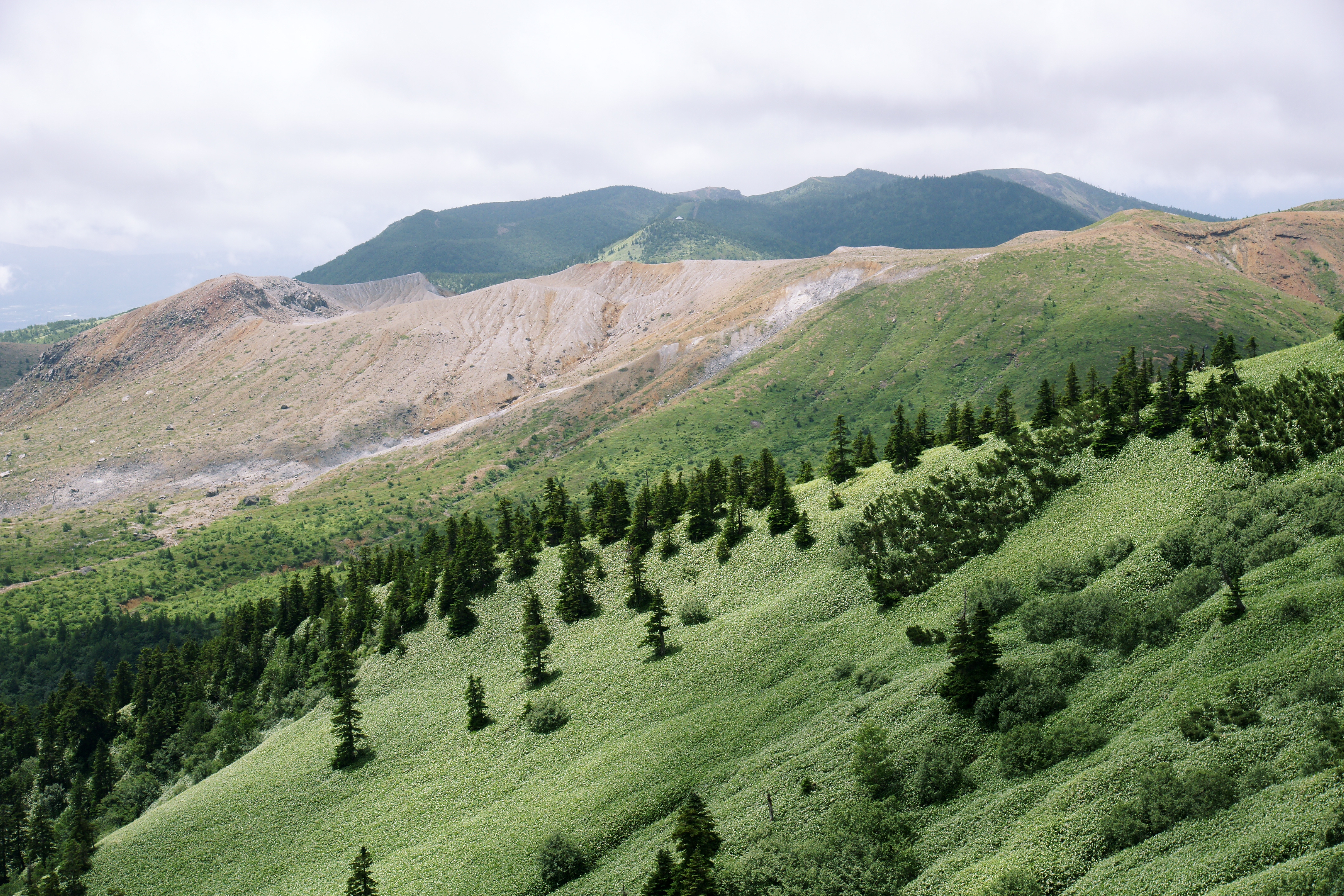
Gipfelregion des Kusatsu-Shirane
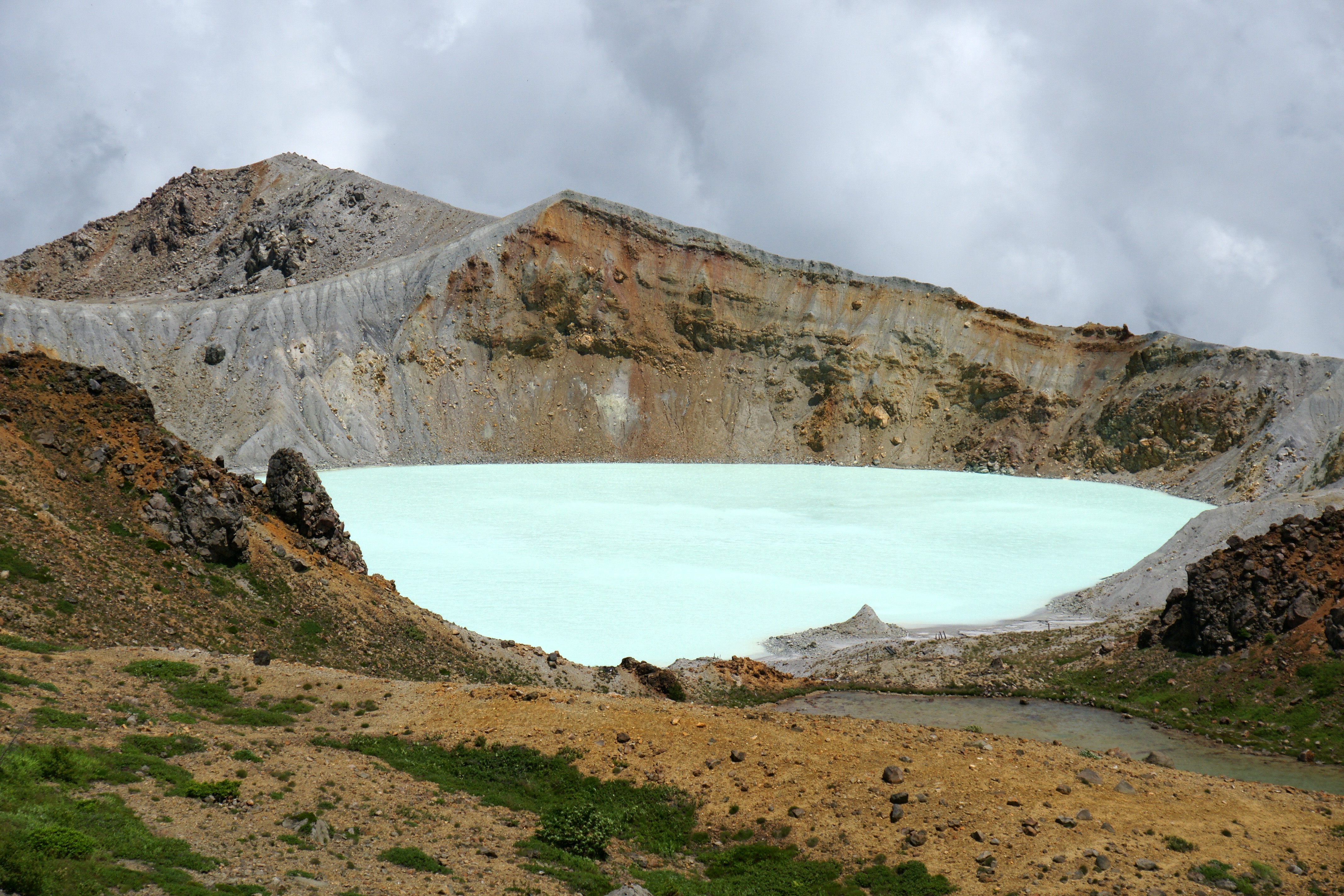
Yugama-Krater